# Piero Rebaudengo
Piero Rebaudengo (ur. 13 września 1958 w Turynie) – włoski siatkarz, medalista igrzysk olimpijskich oraz działacz sportowy.

## Życiorys
Rebaudengo wraz z reprezentacją Włoch zdobył złoty medal na igrzyskach śródziemnomorskich 1983 w Casablance. Wystąpił na igrzyskach olimpijskich 1984 odbywających się w Los Angeles. Zagrał wówczas we wszystkich meczach turnieju, w tym w zwycięskim pojedynku o brąz z Kanadą. W reprezentacji rozegrał 186 meczów.
Był zawodnikiem włoskich klubów Pallavolo Torino, podczas gdy ten występował pod nazwami Klippan, Robe di Kappa, Kappa i Bistefani Torino, w latach 1976–1984 i w sezonie 1986/1987 oraz Santal Parma w latach 1984–1986. Czterokrotnie zdobywał mistrzostwo Włoch – w 1979, 1980, 1981 i 1984. Zwyciężał w Pucharze Europy Mistrzów Klubowych w 1980 i 1985 oraz w Pucharze Europy Zdobywców Pucharów 1984.
Z wykształcenia był farmaceutą i praktykował swój zawód przez pewien czas po zakończeniu kariery sportowej. Pełnił funkcję dyrektora zimowych igrzysk paraolimpijskich 2006 odbywających się w Turynie. W latach 2006–2013 był dyrektorem ds. wydarzeń sportowych w Międzynarodowej Federacji Piłki Siatkowej. Był delegatem technicznym FIVB podczas igrzysk w Pekinie 2008 i Londynie 2012. W latach 2014–2016 pełnił funkcję dyrektora generalnego klubu Blu Volley Werona. Następnie do 2019 był dyrektorem generalnym Serie A1 kobiet. W grudniu 2019 został dyrektorem generalnym Międzynarodowej Federacji Wspinaczki Sportowej.